# Miguel Ángel López (futbolista)
Miguel Ángel López Elhall (Ticino, Córdoba, 1 de marzo de 1942-Barranquilla, 7 de julio de 2025), apodado el Zurdo, fue un futbolista y entrenador argentino.

## Carrera futbolística

### Como jugador
Comenzó jugando en Unión Central de Villa María y luego pasó a Universitario de Córdoba. En 1963 fue cedido a Sarmiento de Junín desde donde pasó a Estudiantes de La Plata para debutar en el futbol grande argentino en 1964. En 1967 fue transferido a Ferro Carril Oeste en un trueque por Felipe Ribaudo donde jugó una sola temporada.
Tras una excelente temporada en Ferro, con paso por la selección argentina, llegó al River Plate donde logró tres subcampeonatos consecutivos de 1968 a 1970. En 1971 llegó a Independiente donde viviría su mejor etapa como jugador.
La etapa de títulos empezó en 1971 cuando se corona campeón nacional con Independiente, en 1972 ganaría su primera Copa Libertadores al derrotar a Universitario de Deportes de Perú y cerrando con una Copa Interamericana en Guatemala, aunque perderían la final de la Copa Intercontinental frente al Ajax por 3-0.
En 1973, fue campeón de la Copa Intercontinental frente a la Juventus, que contaba con jugadores como Dino Zoff, Roberto Bettega, Cuccuredu, Franco Causio, "Abuelo" Altafini, Salvadore. En 1974 logra repetir ganando tanto la Copa Libertadores como la Copa Interamericana, ese mismo año es llamado de nueva cuenta a la selección albiceleste.
En 1975 gana su cuarta Copa Libertadores, esta vez ante Unión Española de Chile, y se despide del fútbol argentino, con un total en Independiente de 8 títulos (1 Campeonato Argentino, 4 Copa Libertadores, 1 Copa Intercontinental y 2 Copa Interamericana) respectivamente, para luego emigrar a Colombia. Se enroló con el Atlético Nacional de Medellín en 1976, el mismo año en el que conseguirían el campeonato nacional del fútbol colombiano.

### Como entrenador
López empieza dirigiendo a las divisiones inferiores del Atlético Nacional, de 1977 a 1978. Es en 1979 cuando recibe la oportunidad de dirigir en Argentinos Juniors, dirigiendo a Diego Armando Maradona en sus años de su esplendor con el equipo, llegando hasta el subcampeonato. En 1980 llega a Independiente de nuevo, logrando ahí su primer título como técnico, el Torneo Villa de Madrid.
En 1982 regresa al Atlético Nacional de Colombia, pero se le presenta la gran oportunidad de dirigir al Boca Juniors por lo que regresa a Argentina, con el equipo bostero solo estuvo 1 año pero logró ganar la Copa de Mar de Plata. En 1984 llega al América de México, donde logra ser campeón de liga en la temporada 1984-85 y en el PRODE 1985. Para 1988 dirige a Ferro Carril Oeste.
Regresaría en 1988 a Colombia por tercera vez para dirigir al Junior, dejando al equipo segundo en la tabla y como primer clasificado para el cuadrangular final en 1989, el cual fue suspendido por la Dimayor
En 1990 llega a México para dirigir al Guadalajara, en el fin de la temporada 1989-90 y en la 1990-91, llevando al equipo a disputar la semifinal de liga. Durante la temporada 1993 dirigió a los Tiburones Rojos de Veracruz siendo cesado a media temporada por malos resultados del equipo. En la temporada 1994-95 llega al Santos Laguna de Torreón, siendo el tercer técnico en esa temporada después del chileno Pedro García y del mexicano Martín Ibarreche, salvando la campaña y clasificando al equipo como primero en su grupo para la liguilla final. En 1995 regresa a Argentina para jugar la Supercopa Sudamericana con Independiente, la cual gana al Flamengo en el Estadio Maracaná de Brasil, por marcador de 2-1 global, regresando a México para dirigir los últimos 14 juegos del Deportivo Toluca en la temporada 1995-96.
Continuo por varios torneos más en México, invierno 1996 con León, invierno 1998 con Santos Laguna, invierno 2001 con Atlético Celaya y verano 2002 con Puebla. Con interrupciones en 1999 para dirigir a Atlético Junior, y 2000 para dirigir al Club Alahí (Jeddah) de Arabia Saudita.
En 2003 dirige en España al Club Deportivo Badajoz de la Segunda división española, pero para 2004 regresa al Atlético Junior donde logra ser campeón y darle el quinto título al equipo tiburón. Para el Apertura 2006 es contratado por Arsenal de Sarandí y regresa a su país natal.
En 2007 regresó por sexta ocasión al Junior de Barranquilla realizando un pésimo torneo y renunciando tras la caída en Tunja ante el Boyacá Chicó que significó la tercera eliminación consecutiva del Junior de Barranquilla.
A mediados de 2009 fue contratado a mediados de temporada por el San Luis de México. En el torneo mexicano Apertura 2009, el Club San disputa los cuartos de final de la liguilla mexicana.
Para la temporada 2011 es contratado por el Barcelona de Ecuador como asistente Técnico de Álex Aguinaga, tras ser despedido Rubén Darío Insúa y el resto de su cuerpo técnico. Dirigió por séptima ocasión al Junior de Barranquilla. Fue destituido de su cargo como entrenador el 17 de marzo de 2014 por malos resultados de su equipo especialmente el 0-1 contra Millonarios F.C. en el Metropolitano.

## Clubes

### Como futbolista
| Club                    | País      | Año       |
| ----------------------- | --------- | --------- |
| Universitario (Córdoba) | Argentina | 1962      |
| Sarmiento (Junín)       | Argentina | 1963      |
| Estudiantes de La Plata | Argentina | 1964-1966 |
| Ferro Carril Oeste      | Argentina | 1967      |
| River Plate             | Argentina | 1968-1970 |
| Independiente           | Argentina | 1971-1975 |
| Atlético Nacional       | Colombia  | 1975-1976 |

### Clubes como entrenador
| Club                        | País           | Año       |
| --------------------------- | -------------- | --------- |
| Atlético Nacional           | Colombia       | 1977      |
| Junior de Barranquilla      | Colombia       | 1978      |
| Argentinos Juniors          | Argentina      | 1979      |
| Independiente               | Argentina      | 1980-1981 |
| Atlético Nacional           | Colombia       | 1982      |
| Boca Juniors                | Argentina      | 1983      |
| Rosario Central             | Argentina      | 1984      |
| Club América                | México         | 1984-1987 |
| Ferro Carril Oeste          | Argentina      | 1988      |
| Junior de Barranquilla      | Colombia       | 1988      |
| Club Deportivo Guadalajara  | México         | 1989-1991 |
| Junior de Barranquilla      | Colombia       | 1992      |
| Club América                | México         | 1992-1993 |
| Tiburones Rojos de Veracruz | México         | 1993      |
| Barcelona Sporting Club     | Ecuador        | 1994      |
| Santos Laguna               | México         | 1994-1995 |
| Independiente               | Argentina      | 1995      |
| Deportivo Toluca            | México         | 1996      |
| Club León                   | México         | 1996      |
| Santos Laguna               | México         | 1997-1998 |
| Junior de Barranquilla      | Colombia       | 1999      |
| Al-Ahli                     | Arabia Saudita | 2000      |
| Atlético Celaya             | México         | 2001      |
| Puebla FC                   | México         | 2002      |
| Badajoz Club de Fútbol      | España         | 2003      |
| Junior de Barranquilla      | Colombia       | 2004-2005 |
| Arsenal                     | Argentina      | 2006      |
| Junior de Barranquilla      | Colombia       | 2007      |
| San Luis                    | México         | 2009-2010 |
| Junior de Barranquilla      | Colombia       | 2013-2014 |

### Otros trabajos
| Club                   | Puesto                          | País     | Año        |
| ---------------------- | ------------------------------- | -------- | ---------- |
| San Luis               | Director deportivo              | México   | 2007- 2008 |
| Club Necaxa            | Presidente                      | México   | 2008       |
| Junior de Barranquilla | Coordinación de fuerzas básicas | Colombia | 2012       |

## Palmarés

### Como jugador

#### Campeonatos nacionales
| Título              | Club              | País      | Año    |
| ------------------- | ----------------- | --------- | ------ |
| Primera División    | Independiente     | Argentina | M-1971 |
| Categoría Primera A | Atlético Nacional | Colombia  | 1976   |

#### Campeonatos internacionales
| Título                | Club          | Sede                | Año  |
| --------------------- | ------------- | ------------------- | ---- |
| Copa Libertadores     | Independiente | Avellaneda          | 1972 |
| Copa Libertadores     | Independiente | Montevideo          | 1973 |
| Copa Interamericana   | Independiente | Tegucigalpa         | 1973 |
| Copa Intercontinental | Independiente | Roma                | 1973 |
| Copa Libertadores     | Independiente | Santiago            | 1974 |
| Copa Interamericana   | Independiente | Ciudad de Guatemala | 1974 |
| Copa Libertadores     | Independiente | Asunción            | 1975 |

### Como entrenador

#### Campeonatos nacionales
| Título              | Club                   | País     | Año     |
| ------------------- | ---------------------- | -------- | ------- |
| Liga MX             | Club América           | México   | 1984-85 |
| Liga MX             | Club América           | México   | 1985    |
| Categoría Primera A | Junior de Barranquilla | Colombia | 2004    |

#### Campeonatos internacionales
| Título                           | Club          | Sede           | Año  |
| -------------------------------- | ------------- | -------------- | ---- |
| Copa de Campeones de la Concacaf | Club América  | Santa Ana      | 1992 |
| Supercopa Sudamericana           | Independiente | Río de Janeiro | 1995 |